# Waal

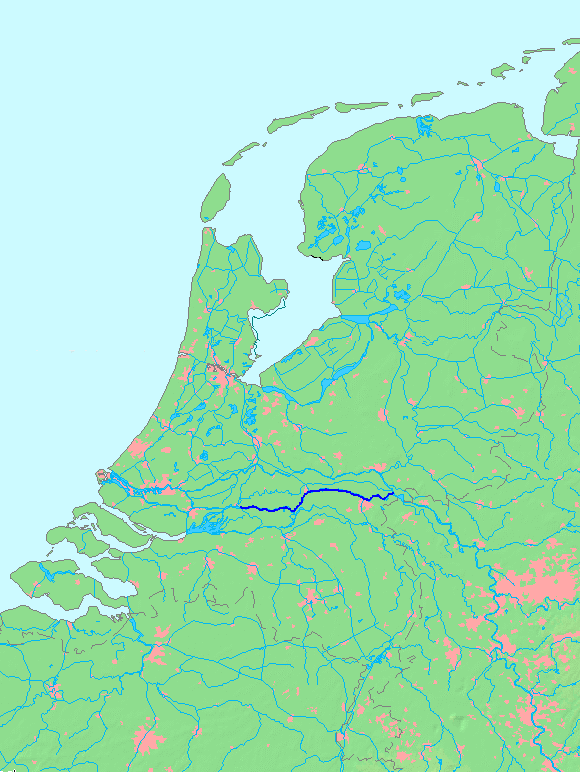
Floden Waal i mörkblått.

Waal är en cirka 84 km lång flodarm i Nederländerna. Waal är Rhens södra mynningsarm, och har ett större vattenflöde än Nederrijn. Den största staden vid floden är Nijmegen. Längre nedströms ligger Tiel och Zaltbommel.